# Marie-Pierre Castel
Marie-Pierre Yvonne Tricot (5 de febrer de 1949 - 10 de febrer de 2013), coneguda professionalment com a Marie -Pierre Castel, o Pony Tricot, va ser una actriu francesa. Es va fer notable per la seva col·laboració amb Jean Rollin, que va aparèixer en diverses de les seves pel·lícules, com ara La Vampire nue (1969), Le Frisson des vampires (1970), Requiem pour un vampire (1971), i Lèvres de sang (1975).

## Carrera
Castel va començar la seva carrera treballant a la indústria de la bellesa, com a barbera. És més coneguda per haver aparegut en pel·lícules dirigides per Jean Rollin, sovint interpretant vampirs. El seu més notable és Requiem pour un vampire, en el qual va interpretar el paper principal. Va aparèixer en diverses de les pel·lícules de Rollin al costat de la seva germana bessona Catherine Castel, La Vampire nue, Lèvres de sang, Phantasmes i les seves pel·lícules eròtiques Bacchanales Sexuelles i Hard Penetrations. Les pel·lícules de Rollin en què Marie-Pierre va aparèixer sola sense la seva germana, Le Frisson des vampires i Requiem pour un vampire, els papers d'ambdós es suposaven originalment que anaven a la Catherine, però per qüestions personals, Rollin va oferir els papers a Marie-Pierre. També ha treballat amb els directors Jean-Marie Pallardy, Bernard Launois, Jean Desvilles i Francis Girod. També ha estat acreditada com a "Pony Tricot", "Pony Castel" i "Marie-Pierre Tricot". Marie-Pierre no ha aparegut en cap pel·lícula des del 1977.

## Filmografia
- 1969: La Vampire nue - 'Georges Servant'
- 1970: Le Frisson des vampires - 'Donzella'
- 1971: Requiem pour un vampire - 'Marie'
- 1974: Bacchanales Sexuelles - 'Une souris'
- 1974: Le journal érotique d'un bûcheron (later hardcore insert)
- 1975: Lèvres de sang - 'Dona Vampire'
- 1975: Suce moi vampire - 'Dona Vampire' (versió porno de Lévres de sang)
- 1975: Le dépravées du plaisir (Le gibier)
- 1975: Phantasmes
- 1976: Introductions (Les weekends d'un couple pervers)
- 1976: Douces pénétrations (La Romancière lubrique) - 'Une soubrette'
- 1977: René la canne